# دابلیو. آر. برنت
دابلیو. آر. برنت (انگلیسی: W. R. Burnett؛ زاده ۲۵ نوامبر ۱۸۹۹ درگذشته ۲۵ آوریل ۱۹۸۲) یک فیلم‌نامه‌نویس اهل ایالات متحده آمریکا بود.

## گزیده فیلمشناسی
- جنگل آسفالت (فیلم)
- صورت‌زخمی (فیلم ۱۹۳۲)
- سزار کوچک
- جزیره ویک (فیلم ۱۹۴۲)
- ساکنان برهوت
- غیرقانونی (فیلم ۱۹۵۵)
- آرامگاه فارست لان مموریال پارک (گلندیل)
- مرد آهنی (فیلم ۱۹۳۱)
- سن آنتونیو (فیلم)
- مرد آهنی (فیلم ۱۹۵۱)
- غربی (فیلم ۱۹۴۰)
- مأموریت خطرناک
- سیرای مرتفع
- آسمان زرد (فیلم ۱۹۴۸)
- مردم شب (فیلم ۱۹۵۴)
- صحبت تمامی شهر
- فرار بزرگ (فیلم ۱۹۶۳)